# Euryoryzomys russatus
Euryoryzomys russatus és una espècie de mamífer rosegador de la família dels cricètids. Viu a l'Argentina, Bolívia, el Brasil i el Paraguai. Els seus hàbitats naturals són els boscos de galeria de cerrado i els boscos subtropicals de plana. Es creu que no hi ha cap amenaça significativa per a la supervivència d'aquesta espècie, però algunes poblacions estan en perill per la destrucció i fragmentació del seu medi.